# 世界人口デー

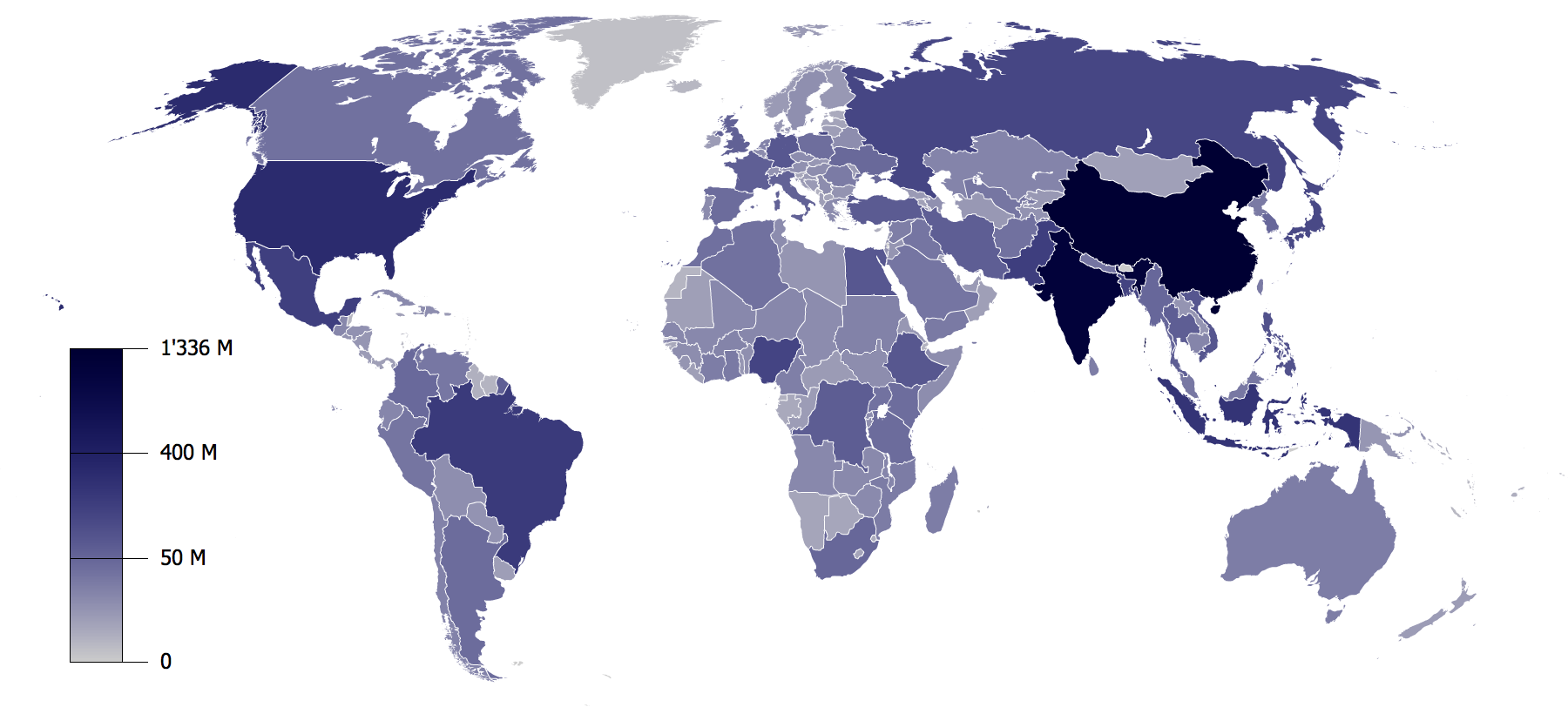
人口の区分図。色が濃いほど人口が多い。

世界人口デー（せかいじんこうデー、英: World Population Day）は、毎年7月11日にある国際記念日で、世界の人口問題や家族計画への意識を高める日である。国際連合開発計画の「Governing Council」が1989年に定めた。
1987年の7月11日に世界人口がおよそ50億人を超えたとされ、多くの関心を集めたことから制定された。
なお、20年後の2007年7月12日の時点で、世界人口はおよそ67億2755万1263人だと見積もられた。また、国連経済社会局（UNDESA）人口部が2022年7月11日に発表した「世界人口推計2022年版」によると、同年11月15日に世界人口が80億人に到達すると予測されている。